# 酶水解
酶水解（英語：Enzymatic hydrolysis）是指酶通过添加水元素以促进分子化學鍵分割的过程。酶水解在食物的消化过程中起着重要的作用。
与纤维素乙醇一样，酶水解也可用于提供可再生能源 。 